# Radobica
Radobica este o comună slovacă, aflată în districtul Prievidza din regiunea Trenčín. Localitatea se află la altitudinea de 435 m deasupra n.m., se întinde pe o suprafață de 11,45 km2 și în 2017 număra 536 de locuitori.

## Istoric
Localitatea Radobica este atestată documentar din 1324.

## Demografie
| An:                | 1994 | 2004   | 2014   | 2024   |
| ------------------ | ---- | ------ | ------ | ------ |
| Număr de persoane: | 621  | 566    | 555    | 574    |
| Diferență:         |      | −8,85% | −1,94% | +3,42% |

| An:                | 2023 | 2024   |
| ------------------ | ---- | ------ |
| Număr de persoane: | 580  | 574    |
| Diferență:         |      | −1,03% |